# 石川道雄

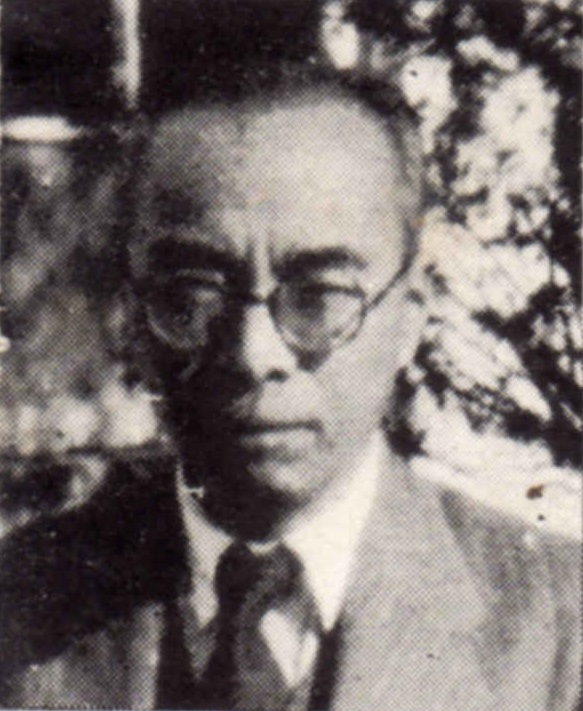
石川道雄

石川道雄（いしかわ みちお、1900年10月23日 - 1959年2月25日）は、日本のドイツ文学者、詩人。

## 略歴
大阪府生まれ。東京帝国大学独文科卒業。山宮允の主宰する文芸誌『鈴蘭』に詩を発表。上京して日夏耿之介に師事し、1924年詩誌『東邦芸術』（のち「奢灞都」）を編集。その他、日夏の個人誌『パンテオン』『游牧記』『半仙戯』『豊葦原』などの雑誌に関わる。1929年東京府立高等学校教授。戦後國學院大學教授、山梨大学教授、1957年北海道大学教授。
ホフマンを研究、翻訳した。中央大学の校歌の作詞も担当した。墓所は多磨霊園。

## 著書
- 『ゆふされの唄 詩集』半仙戯社 1935
- 『半仙戯 詩集』同学社 1954
- 『石川道雄詩集』山下肇編 大和書房（銀河選書）1965

## 翻訳
- ホフマン『黄金宝壷』南宋書院 1927、岩波文庫 1934、沖積舎 2004
- エルウイン・クラウゼ『独逸の少年航空技術兵』航空時代社 1942
- ホフマン『胡桃割人形と鼠の王様』内藤吐天共訳、青木書店 1943
- ホッフマン『ブラムビラ姫』青木書店 1943（独逸ロマンチック叢書）
- ホフマン『夜の伽藍』鎌倉書房 1948
- ホフマン『ちび助ツアツヒエス 後のチンノオベル』日本評論社 1948（世界古典文庫）
- 『ホフマン怪奇小説集』イヴニングスター社 1948
- ケラー『村のロミオとジュリエット』思索社 1949（思索選書）
- ホフマン『悪魔の美酒』河出書房 1951（世界文学全集）
- 『ホフマン物語』角川文庫 1952
- 『世界風流文学全集 第7巻 中世民譚集』河出書房 1957

（菊盛英夫共訳）アナトール（シュニッツラー）ケストナー詩抄
- 『ホフマン小説集成』国書刊行会（上下） 2022。全20篇

## 参考
- 日本人名大辞典[要ページ番号]